# Honoré-Dominique d'Astier
Honoré-Dominique d'Astier (Urbé, 1750 - Zittert-Lummen, 8 oktober 1824) was een Frans-Zuid-Nederlands officier.

## Levensloop
Honoré d'Astier, baron van Zittert-Lummen (titel in 1778 geërfd van zijn oom, graaf Bruno d'Albon), heer van Usserre (geërfd van zijn vader), was een zoon van Alexis d'Astier of Dastier, heer van Usserre en van Marie-Agathe Le Forestier de Villeneuve. Een andere zoon was Denis-Bruno d'Astier.
Honoré werd militair (waarschijnlijk zoals zijn vader) bij de Franse dragonders van het regiment van Chartres en behoorde tot de lijfwachten van koning Lodewijk XV. Hij nam ontslag in 1783 en kwam zich in de Zuidelijke Nederlanden vestigen om te genieten van de geërfde heerlijkheid Zittert-Lummen. Hij meldde zich bij de Heraldische Kamer van de Oostenrijkse Nederlanden aan als graaf en die titel werd door de kamer aanvaard.
In de Franse tijd werd hij lid van de algemene raad van het Dijledepartement. Hij werd ook benoemd tot Ridder in het Legioen van Eer. 
Hij trouwde in 1780 met Louise de Waha de Linter (1754-1829). Ze kregen drie dochters en een zoon, Henri d'Astier (1785-1828), officier in het Franse leger, burgemeester van Zepperen bij Sint-Truiden, die trouwde met Marie-Christine Pitteurs-Hiegaerts. Hij bekommerde zich niet om de bevestiging van zijn adellijke status, maar ondertekende dan toch als graaf d'Astier de Lumay. Hij had een enige dochter, die de laatste naamdrager van deze familietak was. 
In 1816 werd Honoré erkend in de erfelijke adel met de titel graaf, overdraagbaar op al zijn nakomelingen. Hij werd tevens benoemd tot lid van de ridderschap voor Zuid-Brabant. Hij werd ook burgemeester van Zittert-Lummen. 
De beschermde Kapel van Bijstand uit 1718, gelegen op de grens van Lummen en Outgaarden, eigendom van de graven de Limburg-Stirum, erfgenamen van de d'Astiers en lange tijd ook burgemeesters van Zittert-Lummen, bevat graven van de familie d'Astier. Een onder hen sneuvelde op 21-jarige leeftijd bij de Slag bij Waterloo (1815).